# Kövenig

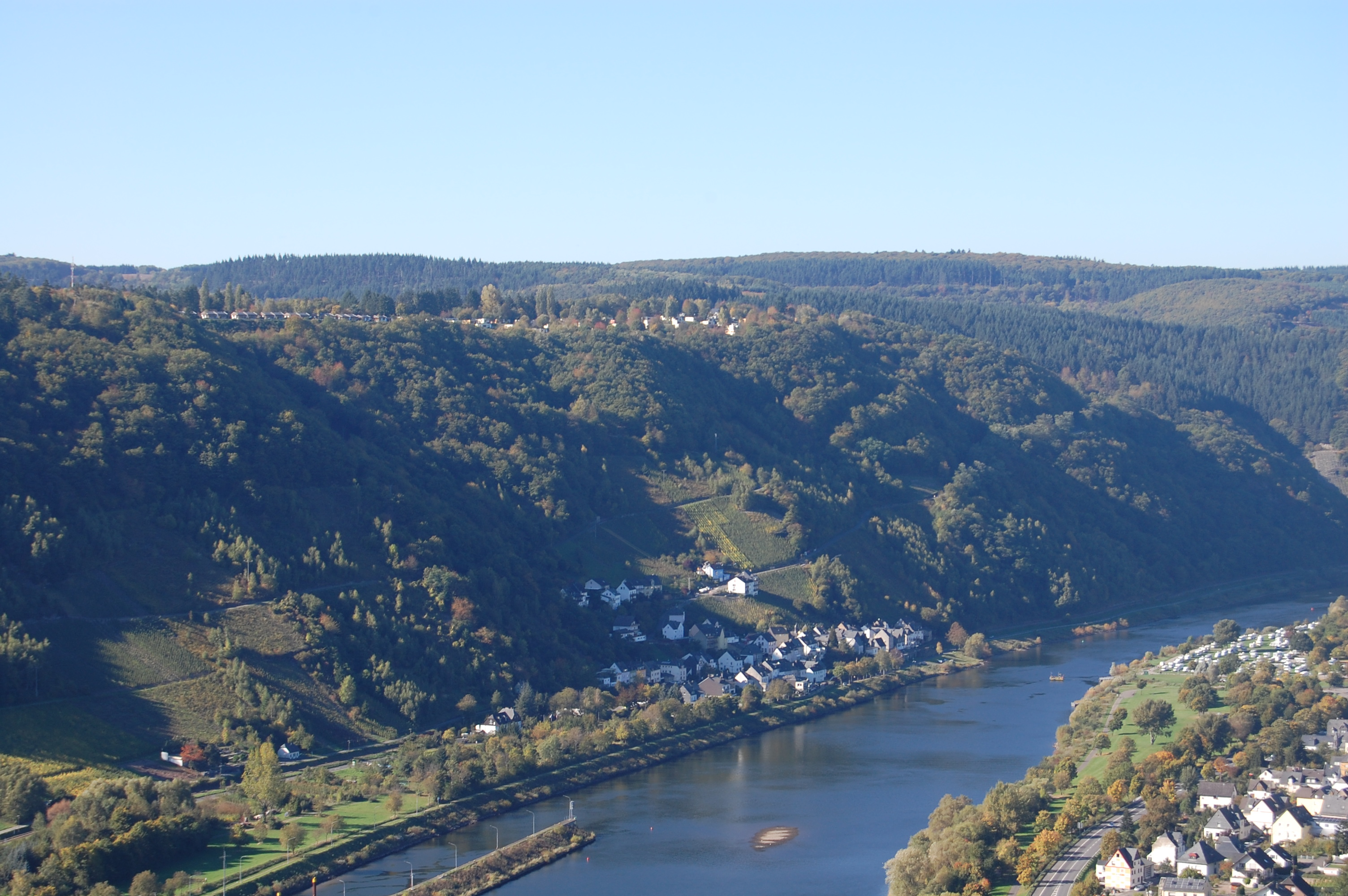
Kövenig liegt unter dem Mont Royal, rechts liegt Enkirch

Kövenig ist ein kleiner Weinort an der mittleren Mosel mit etwa 170 Einwohnern. Er ist ein Ortsteil der Gemeinde Kröv und liegt in Rheinland-Pfalz im Landkreis Bernkastel-Wittlich.

## Lage
Der Ort liegt links der Mosel, etwa 50 km südwestlich von Koblenz und 40 km nordöstlich von Trier. Die Ortschaft Reil befindet sich 5 km nördlich; Traben-Trarbach gut 3 km südlich.
Der Hauptort Kröv liegt zwar nur 2,5 Kilometer westlich, ist aber durch einen Bergrücken von Kövenig getrennt, so dass die Straßenverbindung deutlich länger ist. Die Gemeinde Enkirch liegt direkt gegenüber am rechten Moselufer.
Kövenig liegt etwas oberhalb der Mosel auf ca. 106 Metern Höhe; der westlich sich anschließende Höhenzug des Mont Royal steigt noch weitere 200 Meter bis zu einer Höhe von 307 Metern an, wobei der untere Teil des Berghanges dem Weinanbau dient, während der höher gelegene Abschnitt dicht bewaldet ist.

## Geschichte
Wann genau die erste Besiedelung des Gebietes um Kövenig stattfand, ist nicht bekannt; spätestens zur Römerzeit um etwa 100 n. Chr. wurde jedoch in der Gegend Wein angebaut. Die erste urkundliche Erwähnung von Kröv stammt aus dem Jahr 752.
Im Jahre 1059 erscheint der Name Kövenig zum ersten Mal im großen Schenkungsbrief der Polenkönigin Richenza, die dem pfalzgräflichen Haus der Ezzonen entstammte und als ihren Witwensitz die Burg Klotten ausersehen hatte. Kövenig wurde an das Kloster Brauweiler geschenkt und war verpflichtet, Moselfische und den Zehnten des Weines zu liefern.
Nach dem Aussterben des pfalzgräflichen Hauses fiel Kövenig, wie das ganze Kröver Reich, als königliches Allod wieder an das Reich zurück. Nachfolgend entstand ein Kondominium, wobei die Grafschaft Sponheim und das Kurfürstentum Trier lange miteinander um Einfluss rangen. Dieser Konflikt konnte erst 1784 beigelegt werden.
Zunächst war Kövenig eine Siedlung von Moselfischern. Nach der Einverleibung des linken Rheinufers durch die Franzosen von 1794 kam Kröv mit Kövenig an das Saar-Departement und 1815 an das Königreich Preußen, das den Ort 1822 seiner neugebildeten Rheinprovinz zuordnete.
Nach dem Ersten Weltkrieg gehörte das gesamte Gebiet zum französischen Teil der Alliierten Rheinlandbesetzung. Nach dem Zweiten Weltkrieg wurde Kövenig innerhalb der französischen Besatzungszone Teil des damals neu gebildeten Landes Rheinland-Pfalz.
Im Jahr 1953 wurde die katholische Filiale Kövenig der Pfarrgemeinde Traben-Trarbach angegliedert.

## Politik
Kövenig ist gemäß Hauptsatzung der einzige Ortsbezirk der Ortsgemeinde Kröv. Er wird politisch von einem Ortsbeirat und einem Ortsvorsteher vertreten.
Der Ortsbeirat besteht aus sieben Mitgliedern, die bei der Kommunalwahl am 9. Juni 2024 in einer Mehrheitswahl gewählt wurden, und dem ehrenamtlichen Ortsvorsteher als Vorsitzendem.
Eckehard Wehe ist Ortsvorsteher von Kövenig. Da bei der Direktwahl am 26. Mai 2019 kein Wahlvorschlag eingereicht wurde, oblag die Neuwahl dem Ortsbeirat. Dieser bestätigte Wehe in seiner konstituierenden Sitzung am 10. September 2019 einstimmig in seinem Amt. Bei der Direktwahl am 9. Juni 2024 wurde er als einziger Bewerber mit einem Stimmenanteil von 92,0 % für weitere fünf Jahre in seinem Amt bestätigt.
Wehes Vorgänger als Ortsvorsteher waren seit 2009 Reiner Josko und zuvor Iris Bindges.

## Kultur und Sehenswürdigkeiten
Neben den Burgen und historischen Orten in der Nähe ist die Hauptsehenswürdigkeit von Kövenig mit Sicherheit die Ruine der Festung Mont Royal, die sich auf dem westlichen Bergrücken etwa 200 Meter über dem Ort befindet und in den Jahren 1687–1698 von den Franzosen zur Absicherung des damals von ihnen eroberten Gebietes nach Plänen des Festungsbaumeisters Vauban errichtet wurde. Auch wenn nur noch Grundmauern erhalten sind, zeugen die Überreste immer noch von der Mächtigkeit der Festung.
In der Denkmalliste des Landes Rheinland-Pfalz (Stand: 2025) sind zudem folgende Kulturdenkmäler genannt:
- Katholische Filialkirche St. Michael, Eingangsseite des Vorgängerbaus (bezeichnet 1788), Schiff nach 1945; Kirchstraße 24
- Ein Bruchsteinbau und ein Fachwerkhaus aus dem 17. bzw. 18. Jahrhundert
- Ein Heiligenhäuschen in der Gemarkung am alten Kröver Weg

## Verkehr und Infrastruktur

### Wirtschaft
Neben dem Weinanbau ist auch der Fremdenverkehr immer noch ein Wirtschaftsfaktor. Beide Gewerbe werden aber zumindest teilweise nur noch nebenerwerbsmäßig betrieben, da viele Einwohner ihren Hauptarbeitsplatz in den umliegenden Gemeinden haben bzw. z. T. erhebliche Strecken zu ihren Arbeitsstellen pendeln müssen.

### Tourismus
Auch wenn Kövenig nie von so touristischer Bedeutung war wie die größeren Nachbarorte Kröv, Traben-Trarbach oder Zell, so gibt es doch nach wie vor etliche Gästebetten in Privatquartieren oder Ferienwohnungen. Auf dem Mont Royal befindet sich das „Feriendorf Mont Royal“, das überwiegend von niederländischen Gästen besucht wird.

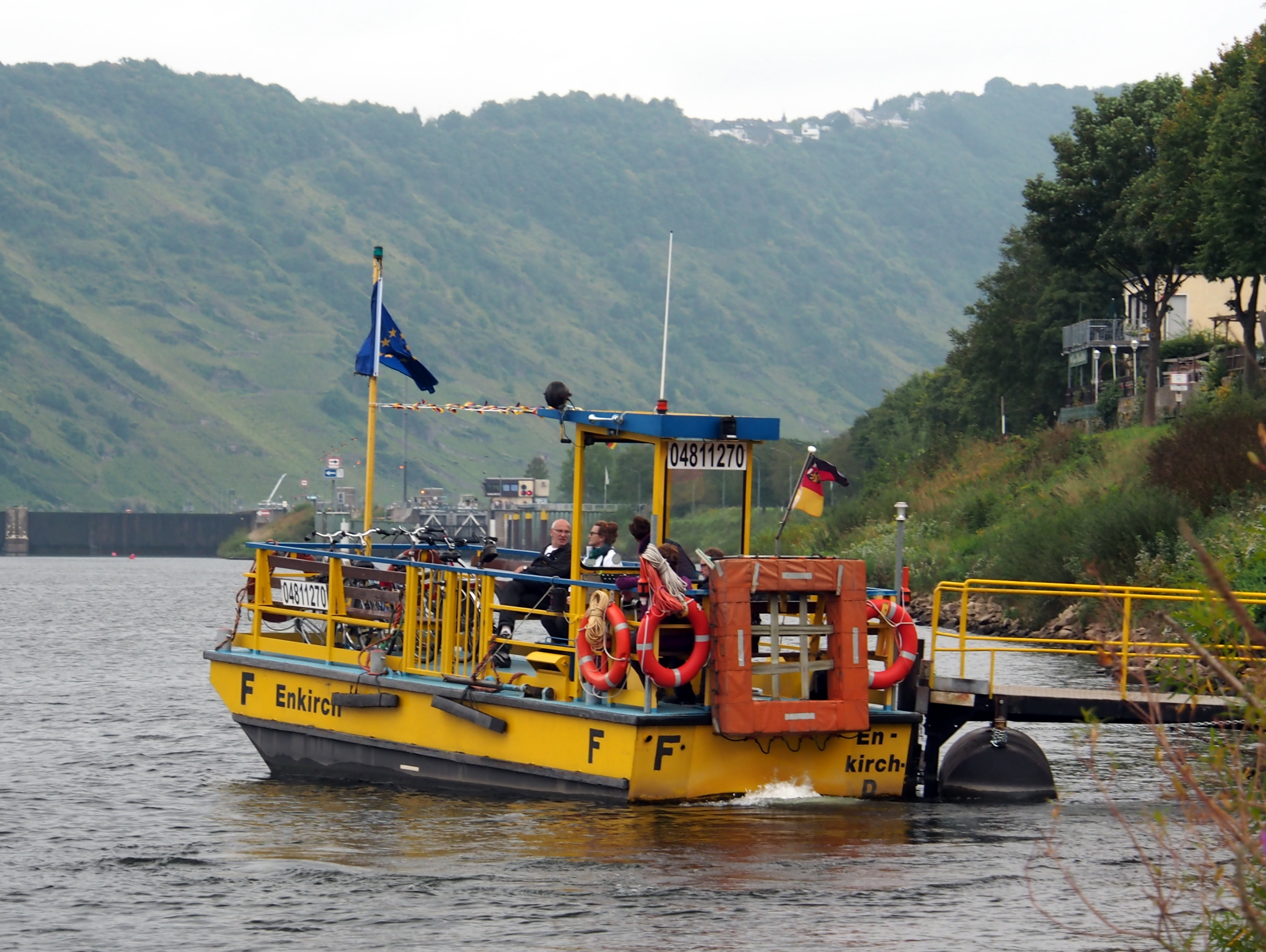
Fähre Kövenig–Enkirch

### Verkehr
- Kövenig liegt an der links der Mosel verlaufenden Kreisstraße 65, die den Ort mit Reil und Traben-Trarbach verbindet.
- Direkt durch den Ort mit Halt in Kövenig verkehren die Züge der Linie RB 85 von Transdev auf der Moselwein-Bahn (Bullay – Reil – Kövenig – Traben-Trarbach). Die Fahrten finden im Auftrag des Zweckverband SPNV Nord nach dem Rheinland-Pfalz-Takt täglich im Stundentakt statt.[15]
- Der nächste überregionale Flughafen ist der Regional-Flughafen Hahn wenige Kilometer östlich im Hunsrück gelegen.
- Auf dem Berg Mont Royal gibt es den Flugplatz Traben-Trarbach/Mont Royal für Segel- und Leichtflugzeuge.
- In den Monaten von April bis Oktober verbindet die Fähre Enkirch – Kövenig, eine kleine Personen- und Fahrradfähre, Kövenig mit Enkirch.[16]